# Allium hierosolymorum
Allium hierosolymorum är en amaryllisväxtart som beskrevs av Eduard August von Regel. Allium hierosolymorum ingår i släktet lökar, och familjen amaryllisväxter.
Artens utbredningsområde är Israel. Inga underarter finns listade i Catalogue of Life.